# Жураховський Данило Данилович
Данило Данилович Журахо́вський (нар. ? — пом. 1867) — український і російський актор і антрепренер.

## Біографія
Дебютував на сцені у 1820-х роках харківській трупі Івана Штейна. В 1830-х роках очолював театр в Новочеркаську, потім у Севастополі, де у 1842 році побудував перший кам'яний театр, у якому його трупа виступала навіть в обложеному місті під час Кримської війни. У 1846 році гастролював із трупою з участю Михайла Щепкіна в Одесі, Миколаєві, Херсоні, Сімферополі, Севастополі. Помер у 1867 році.

## Ролі
Виконавець комедійних ролей:
- Возний, Финтик — «Наталка Полтавка», «Москаль-чарівник» Івана Котляревського;
- Шельменко — «Шельменко-денщик» Григорія Квітки-Основ'яненка.